# NGC 151
NGC 151 je galaksija u zviježđu Kit.

## Vanjske poveznice
- SEDS: NGC 0151